# Côteaux calcaires entre les Bouchauds et Marsac
Côteaux calcaires entre les Bouchauds et Marsac este o arie protejată (sit de importanță comunitară — SCI) din Franța întinsă pe o suprafață de 222 ha, integral pe uscat.

## Localizare
Centrul sitului Côteaux calcaires entre les Bouchauds et Marsac este situat la coordonatele 45°46′59″N 0°00′07″W / 45.78306°N 0.00194°V.

## Înființare
Situl Côteaux calcaires entre les Bouchauds et Marsac a fost declarat arie specială de conservare în baza directivei 92/43 din 1992 referitoare la conservarea habitatelor naturale și a faunei și florei sălbatice pentru a proteja 2 specii de animale.

## Biodiversitate
Situată în ecoregiunea atlantică, aria protejată conține 6 habitate naturale: Formațiuni de Juniperus communis pe lande sau pajiști calcaroase, Mlaștini alcaline, Fânețe de joasă altitudine (Alopecurus pratensis, Sanguisorba officinalis), Pajiști uscate seminaturale și facies de acoperire cu tufișuri pe substraturi calcaroase (Festuco-Brometalia) (* situri importante pentru orhidee), Păduri de fag din Europa Centrală dezvoltate pe sol calcaros cu Cephalanthero-Fagion, Păduri aluvionare cu Alnus glutinosa și Fraxinus excelsior (Alno-Padion, Alnion incanae, Salicion albae).
La baza desemnării sitului se află mai multe specii protejate de  nevertebrate (2): Coenagrion mercuriale, rădașcă (Lucanus cervus)
Pe lângă speciile protejate, pe teritoriul sitului au mai fost identificate 8 specii de plante, 6 specii de păsări, 1 specie de amfibieni, 5 specii de reptile.